# Alina Berezhna
Alina Berezhna, anciennement Alina Stadnyk, née Alina Makhynia le 3 janvier 1991, est une lutteuse ukrainienne.

## Palmarès

### Championnats du monde
- Médaille d'or en catégorie des moins de 67 kg en 2013 à Budapest
- Médaille d'argent en catégorie des moins de 72 kg en 2019 à Noursoultan

### Championnats d'Europe
- Médaille d'or en catégorie des moins de 67 kg en 2013 à Tbilissi
- Médaille d'or en catégorie des moins de 72 kg en 2019 à Bucarest
- Médaille d'argent dans la catégorie des moins de 67 kg en 2011 à Dortmund
- Médaille de bronze dans la catégorie des moins de 69 kg en 2014 à Vantaa
- Médaille de bronze dans la catégorie des moins de 69 kg en 2016 à Riga
- Médaille de bronze dans la catégorie des moins de 68 kg en 2021 à Varsovie

### Jeux européens
- Médaille d'or en catégorie des moins de 69 kg en 2015 à Bakou

### Jeux mondiaux de plage
- Médaille d'argent en catégorie des moins de 70 kg en 2019 à Doha

### Universiade
- Médaille de bronze en catégorie des moins de 67 kg en 2013 à Kazan